# Brama Lidzbarska w Bisztynku
Brama Lidzbarska w Bisztynku – brama miejska zlokalizowana w północno-wschodniej części starego miasta w Bisztynku (województwo warmińsko-mazurskie). Stanowi jedyny zachowany element bisztynieckich obwarowań miejskich.

## Historia

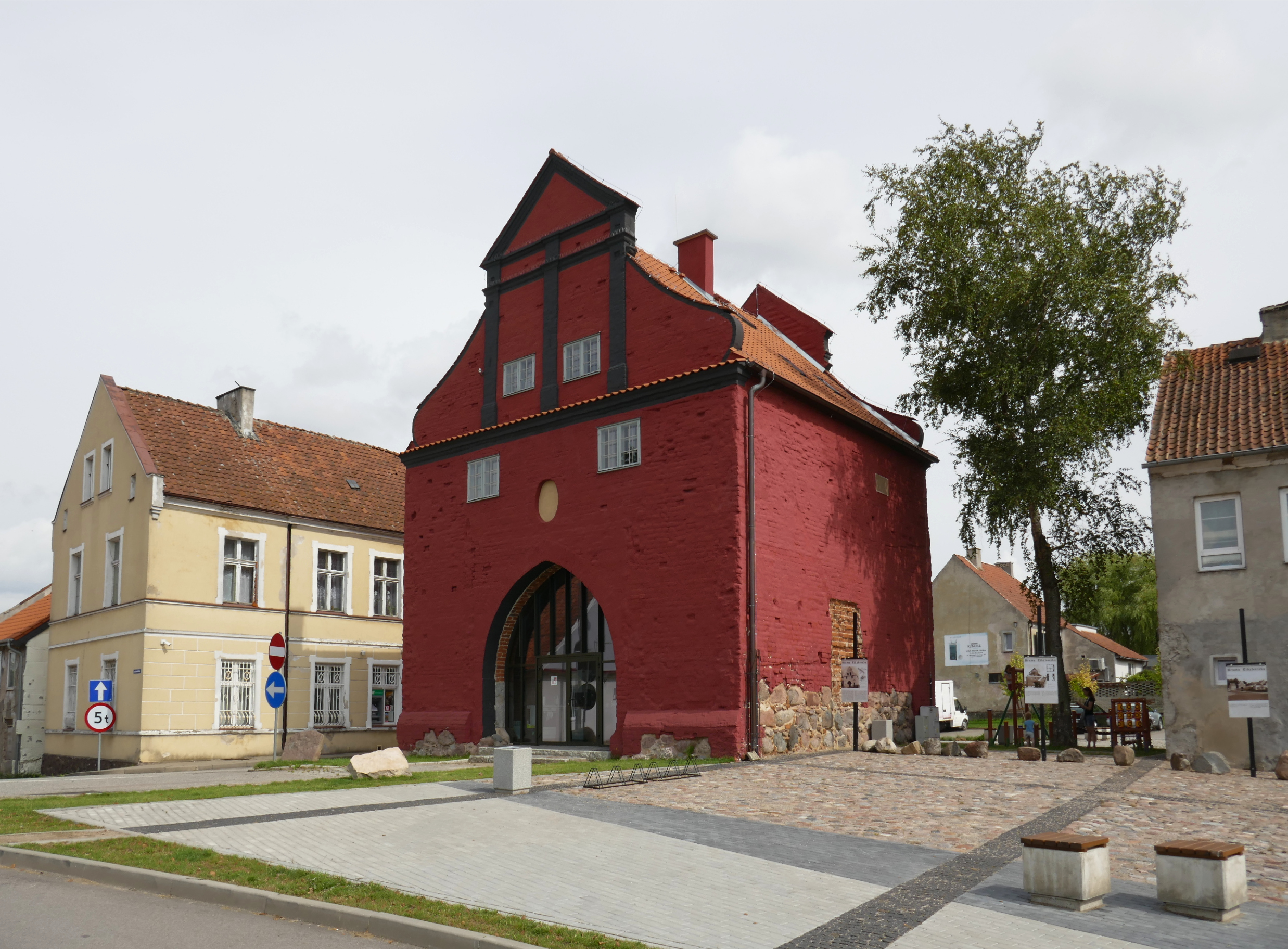
Widok od strony zewnętrznej

Brama powstała pomiędzy rokiem 1481 a 1547 jako jedna z trzech (obok Reszelskiej i Warszawskiej, które nie zachowały się), a przebudowana została około 1780.
W XIX w. zaadaptowana została na więzienie.
W XX w. w budowli mieściła się biblioteka i dom kultury. Pierwsze prace remontowe po zniszczeniach wojennych przeprowadzone zostały w latach 1947 – 1949, prawdopodobnie były to jedynie działania zabezpieczające i porządkowe. Kolejny remont związany z adaptacją obiektu na cele kultury miał miejsce w końcu lat 50. XX w., świadczy o tym zachowana na elewacji południowej data wyryta w tynku.
Bramę murowaną z cegły na kamiennym cokole wzniesiono w stylu gotyckim na planie bardzo zbliżonym do kwadratu z przejazdem pośrodku zamkniętym dwoma ostrołukowymi otworami bramnymi. Zewnętrzny otwór uzbrojony był we wrota i w opuszczaną bronę. W XVIII w. bramę przebudowano, obniżono i zmieniono jej wyraz architektoniczny. Bryle i elewacjom nadano styl barokowy, który jak się okazało w trakcie obecnego remontu dobrze zachował się pod XIX- i XX-wiecznymi tynkami. Oryginalna stolarka okienna nie zachowała się, dlatego też barokowe otwory okienne i stolarka zostały zrekonstruowane na podstawie zachowanej ikonografii i badań architektonicznych. W późniejszym okresie w środku przejazdu bramnego postawiono mur z ostrołukowym otworem, który stanowił konstrukcję pod centralnie umieszczony komin.
Elewacje bramy zostały odtworzone w nawiązaniu do jej wyglądu z okresu barokowego z rekonstrukcją cienkowarstwowej wyprawy tynkarskiej i kolorystyką określoną na podstawie zachowanych reliktów kolorów: czerwień żelazowa i czerń. W przejeździe bramnym pozostawiono odsłonięte zachowane wątki gotyckie. Stolarka okienna i skrzydło drzwiowe zaaranżowane zostały w nawiązaniu do ustalonej kolorystyki elewacji z okresu baroku: stolarka okienna – szarość, ościeżnica drzwiowa – zabytkowa z XIX w. – kolor ugrowy, skrzydło drzwiowe - ugrowo-brązowy. Zachowane i odsłonięte oryginalne ceglane barokowe dekoracje architektoniczne (przyczółki, gzymsy, pilastry) poddane zostały zabiegom konserwatorskim.
Późnobarokowe szczyty najprawdopodobniej są projektem Ernesta Mazura.
W 2019 brama oraz jej otoczenie zostało zrewitalizowane, w wyniku czego powstały pomieszczenia przeznaczone między innymi na kawiarnię młodzieżową, pracownię Młodzieżowego Klubu Integracji Społecznej, toaletę i pomieszczenie gospodarcze, z których korzysta klub oraz zagospodarowany został teren wokół bramy będący przestrzenią rekreacyjną mieszkańców gminy oraz turystów.

## Architektura
Gotycki obiekt jest murowany (ceglany), posadowiony na kamiennej podmurówce, wzniesiony na planie zbliżonym do kwadratu. Przechodzi przez niego sień z ostrołukowymi otworami bramnymi. Dawniej działały wrota i opuszczana brona.

## Galeria

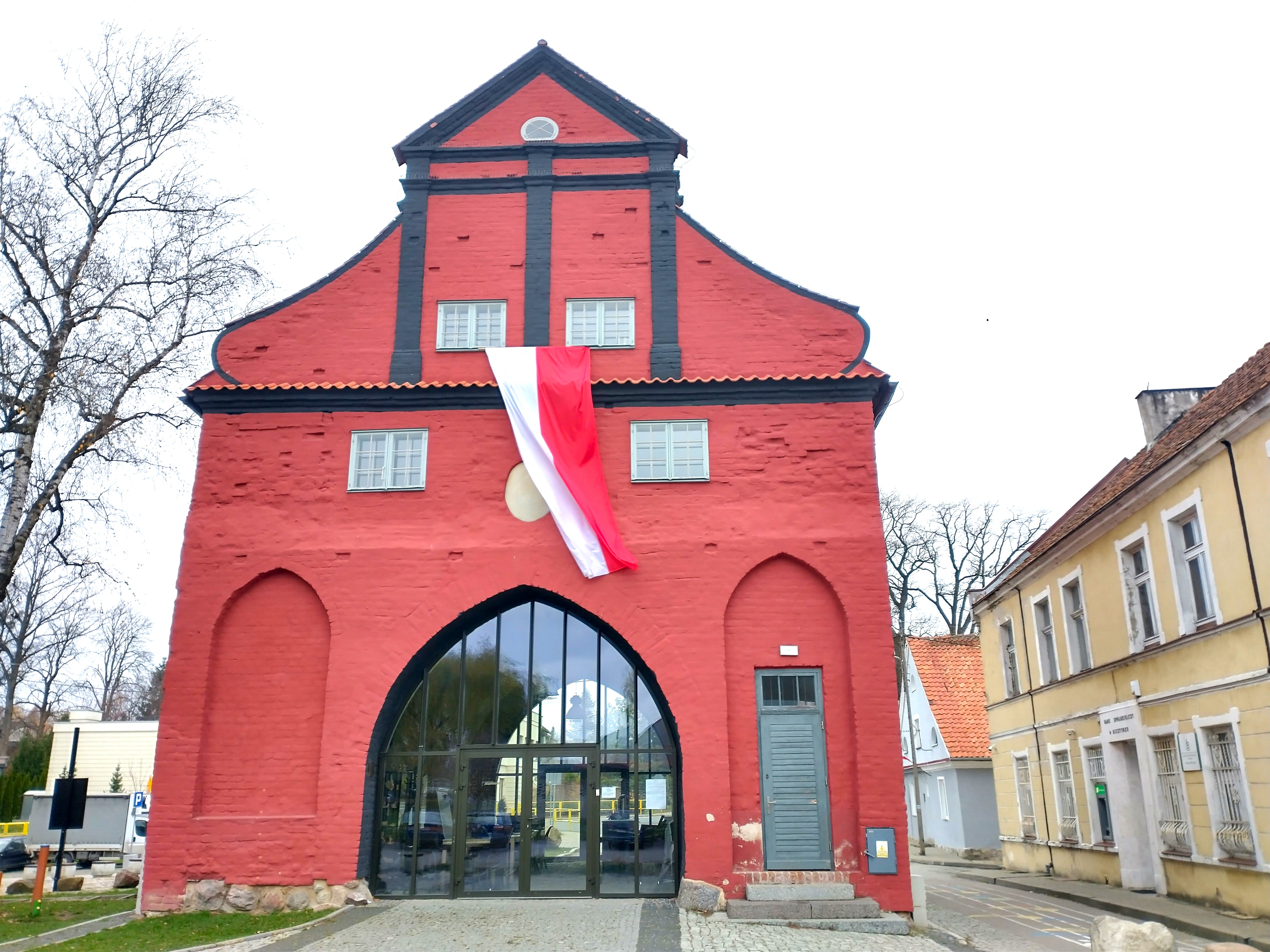
Elewacja
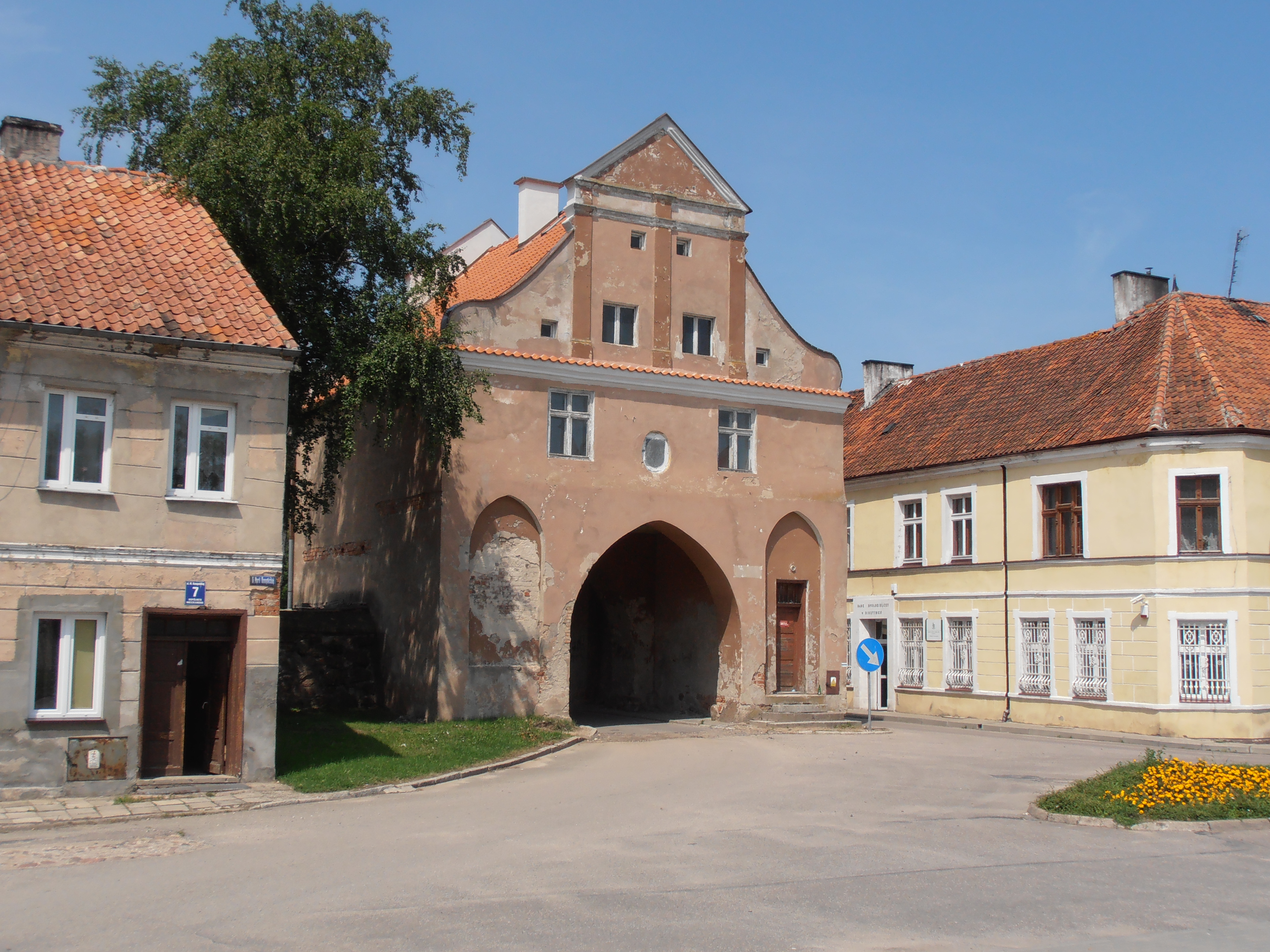
Obiekt przed przebudową w 2018
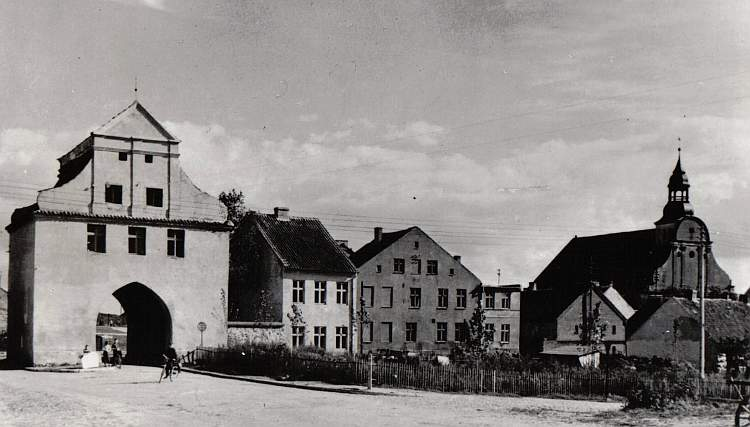
Otoczenie bramy w 1966